# 2005年香港特別行政區行政長官選舉
2005年香港特別行政區行政長官選舉是為選出新的香港特別行政區行政長官，以接替原第2屆行政長官董建華辭職後餘下的任期。
選舉原本計劃於2005年7月10日舉行，但由於曾任政務司司長的曾蔭權已取得絕大多數選舉委員會的提名票，另外兩位有意參選人在未能取得足夠提名的情況下，已在提名期完結前6月15日公開宣佈棄選。選舉主任朱芬齡法官在6月16日公告曾蔭權在選舉中自動當選。

## 背景
2005年3月10日，行政長官董建華向中央人民政府提出辭職。董建華的請辭於3月12日獲國務院批准，行政長官職位於同日根據《行政長官選舉條例》第4(c)條出缺。署理行政長官曾蔭權根據《行政長官選舉條例》第5條，在3月13日出版的憲報號外刊登公告，宣布行政長官職位出缺。
隨後選舉管理委員會整理選舉委員會選民登記冊，查核了當時每個界別分組的委員數目（當然委員除外，當然委員是指來自全國人大界別分組及立法會界別分組的人士），結果確定17個界別分組有席位空缺，空缺總數為33個。在這33個空缺中，其中19個是因委員已去世而產生，兩個因委員已辭去委員席位而產生，12個因委員被視為已辭去委員席位而產生。選管會在4月4日的記者招待會中宣布，宗教界界別分組的六個空缺將由四個有關指定團體以補充提名的方式填補；而餘下屬於其他16個界別分組的27個空缺，於5月1日舉行補選予以填補。

## 行政長官任期的爭議
新補選的行政長官任期是餘下的2年還是5年，引起香港廣泛爭議，特區政府於4月6日向立法會提交《行政長官選舉（修訂）（行政長官的任期）條例草案》，以便為新的行政長官職位的任期提供清晰的法律基礎。該條例草案修訂《行政長官選舉條例》第3條，訂明當行政長官職位在《行政長官選舉條例》第4(b)或（c）條所指的情況下出缺時，新當選的行政長官的任期為原行政長官的餘下任期。在4月6日的立法會會議上，政務司司長告知議員，政府已決定向國務院提交報告，建議國務院提請全國人大常委會在4月底舉行會議時解釋《基本法》第五十三條中關於新的行政長官的任期的條文。該報告於同日提交國務院。全國人大常委會於2005年4月27日作出解釋，訂明“在行政長官由任期五年的選舉委員會選出的制度安排下，如出現行政長官未任滿《基本法》第四十六條規定的五年任期導致行政長官缺位的情況，新的行政長官的任期應為原行政長官的剩餘任期」。此條例草案符合上述由全國人大常委會所作的解釋，其後《行政長官選舉（修訂）（行政長官的任期）條例》於5月27日由立法會通過制定。

## 選舉新聞
要成為行政長官正式候選人，先得到至少100位選舉委員會委員提名。
選舉委員會總共有800名委員，不過有40名因為與成為委員時的資格有所不同，原打算不提名任何人參選。但在2005年6月14日的新聞所說，問題委員在中聯辦的勸說下同意出來挺曾，使曾蔭權已在接近800位選委中取得接近700張提名票。到了6月15日截止時，曾蔭權總共取得674張提名票，連同這40張問題提名，總共得到714名選委的支持。此外，屬泛民主派陣營的時任立法會議員鄭經翰及陳偉業亦有提名曾蔭權。
兩位準候選人都對曾蔭權這種為了避免選舉而把候選人趕盡殺絕的做法大為不齒，指曾蔭權沒有參選誠意。根據明報的報導：
|  | 其他兩名競選人民主黨主席李永達、立法會金融服務界代表詹培忠先後「認輸」，但都炮轟選舉制度有違公平原則，指失敗是制度使然。詹培忠自言「公道自在人心」，又斥「日後整個香港都離不開政治利益、職位輸送！」。 |

另一方面，有部份學者及泛民主派人士指出，近日有不少在香港「觀察」特首選舉的內地人士與他們接觸，意圖瞭解有哪些人士支持李永達及詹培忠參選。有消息指，有人意圖加強在香港的游說工作，使曾蔭權能夠自動當選。根據香港的報章計算，若曾蔭權希望避免在選舉中擊敗其他候選人，他至少要取得697票，才能自動當選。
有學者指出，這些內地人士在香港的活動，變相把不記名的特首選舉變成一場記名的投票活動，強迫選舉人按中央的意思來投票，握殺了香港的政治空間。不過，有其他學者持相反意見，認為內地現在講求以法治國，若他們貿貿然把這次爭取提名人票的前哨戰變成記名投票的話，有可能會令落敗的準候選人根據《公民及政治權利國際公約》第25條第二款下的條文：「選舉應以無記名投票法行之，以保證選民意志之自由表現」作為理由，要求法院頒布這次選舉無效。屆時，只會令選舉變得更費時失事。所以，中央不會為保證曾的當選以犯這個險。
6月15日，原先曾蔭權計劃在選舉事務處樓下的大堂召開記者招待會，卻突然遇上四五行動立法會議員梁國雄前來示威，並把他身上披着的一塊黃布送給曾蔭權，寓意他的當選其實是被“黃袍加身”。

## 提名候選人
參選三人所得的選舉人票分別詳列如下：
| 參選者 | 所屬政黨           | 競選前職位               | 所得提名 | 所得提名（排除計算40張問題票） | 備註                                                                   |
| ------ | ------------------ | ------------------------ | -------- | ------------------------------ | ---------------------------------------------------------------------- |
| 曾蔭權 | 無黨派（建制派）   | 署理行政長官、政務司司長 | 714票    | 674票                          | 674票+40張問題票（但即使不計算該40張問題票，曾蔭權仍取得大多數提名票） |
| 李永達 | 民主黨（泛民主派） | 民主黨主席、立法會議員   | 52票     | 52票                           | 51票公開支持+1票神秘人                                                 |
| 詹培忠 | 無黨派（建制派）   | 立法會議員               | 21票     | 21票                           | 聲稱獲得21人提名                                                       |
| -      | -                  | -                        | 13票     | 13票                           | 無提名任何人                                                           |
| 合共： | 合共：             | 合共：                   | 800票    | 760票                          |                                                                        |

## 外部連結
- 各準候選人的競選網頁：

1. 曾蔭權競選辦公室網頁
2. 民主黨準候選人李永達的選舉網頁
3. 詹培忠未有選舉網頁

- 選舉結果新聞：
  - 明報新聞網：800位選委及其投票意向（页面存档备份，存于）
  - 明報新聞網：曾蔭權鐵定當選 714選委支持 平董紀錄（页面存档备份，存于）
- 2005年行政長官選舉
- 二零零五年行政長官選舉報告書（页面存档备份，存于）